# Wiedomys pyrrhorhinos
Wiedomys pyrrhorhinos é uma espécie de roedor da família Cricetidae. Endêmica do Brasil, onde pode ser encontra do Ceará ao Rio Grande do Sul.